# Challenger de Tanger 2013
El Morocco Tennis Tour - Tanger 2013 fue un torneo de tenis profesional que se jugó en canchas de arcilla. Se trató de la cuarta edición del torneo que forma parte del ATP Challenger Tour 2013 . Tuvo lugar en Tanger , Marruecos entre el 17 y el 23 de junio de 2013.

## Jugadores participantes del cuadro de individuales

### Cabezas de serie
| País                      | Jugador               | Rank1 | Favorito |
| Bandera de España         | Rubén Ramírez Hidalgo | 72    | 1        |
| Bandera de España         | Pablo Carreño Busta   | 147   | 2        |
| Bandera de Austria        | Gerald Melzer         | 239   | 3        |
| Bandera de Portugal       | Pedro Sousa           | 248   | 4        |
| Bandera de España         | Marc Giner            | 251   | 5        |
| Bandera de España         | Gerard Granollers     | 252   | 6        |
| Bandera de España         | José Checa-Calvo      | 260   | 7        |
| Bandera de Estados Unidos | Tennys Sandgren       | 278   | 8        |
| ------------------------- | --------------------- | ----- | -------- |

- 1 Se ha tomado en cuenta el ranking del día 10 de junio de 2013.

### Otros participantes
Los siguientes jugadores recibieron una invitación (wild card), por lo tanto ingresan directamente al cuadro principal (WC):
- Reda El Amrani
- Yassine Idmbarek
- Hicham Khaddari
- Younes Rachidi

Los siguientes jugadores ingresan al cuadro principal tras disputar el cuadro clasificatorio (Q):
- Lorenzo Giustino
- Tristan Lamasine
- Lamine Ouahab
- Sherif Sabry

## Campeones

### Individual Masculino
- Pablo Carreño-Busta derrotó en la final a  Mikhail Kukushkin por 6-2, 4-1 retiro.

### Dobles Masculino
- Nikola Ćirić /  Goran Tošić derrotaron en la final a  Maximilian Neuchrist /  Mate Pavić, 6-3, 6-7(5–7), [10-8]